# Hyperlapse
Hyperlapse oder Raumraffer (auch Walklapse, Spacelapse und Stop-Motion Timelapse) ist eine Aufnahmetechnik aus dem Bereich des Zeitraffers, bei der die Position der Kamera zwischen den Einzelaufnahmen geändert wird, um eine Bewegung im Film zu ermöglichen. Im Gegensatz zu einem einfachen bewegten Zeitraffer (auch Motion Timelapse) – zumeist auf kurzen Schienensystemen realisierte Kamerafahrten – wird die Kamera bei einem Hyperlapse über weite Strecken bewegt.

## Bildwirkung
Die filmische Methode des Zeitraffers, also einer beschleunigten Darstellung der Echtzeit, wird beim Hyperlapsing um eine räumliche Komponente ergänzt (daher der Name „Raumraffer“).
Die Kamera rotiert auf den langen Strecken zumeist um einen exakten Fixpunkt und visualisiert so die Ausdehnung des angepeilten Objekts sehr deutlich.
So bietet sich diese Aufnahmetechnik besonders für Architektur an.

## Technische Voraussetzungen
Ein Hyperlapse wird wie ein Stop-Motion mit einer Fotokamera aufgenommen, die aufgenommenen Einzelbilder werden in der Nachbearbeitung dann zu einem Video zusammengefügt (daher der Name „Stop-Motion Timelapse“). In einem Hyperlapse wird die Kamera zumeist auf einen Fixpunkt ausgerichtet, um den sie dann über weite Strecken bewegt wird. Um die Strecken ohne ein langes Schienensystem und/oder einen Kamerawagen realisieren zu können, wird der Weg zumeist zu Fuß mit der Kamera auf einem Stativ bewältigt (so der Name „Walklapse“).
Die Einzelbilder werden in der Postproduktion ausgerichtet und zum Bewegtbild zusammengefügt. Diese Vorgehensweise macht das Hyperlapsing jedoch zu einer sehr arbeitsintensiven Aufnahmemethode.

## Geschichte
Der Begriff Hyperlapse wurde von dem amerikanischen Filmemacher Dan Eckert erfunden, und maßgeblich durch den Künstler Shahab Gabriel Behzumi und sein Video „Berlin Hyper-Lapse“ (2012) geprägt.
Eine Inspiration durch den Regisseur Godfrey Reggio und der berühmten Qatsi-Trilogie (Koyaanisqatsi, Powaqqatsi und Naqoyqatsi) ist wahrscheinlich, wird doch eine ähnlich starke pathetische Bildwirkung angestrebt. Godfrey Reggios Aufnahmen fallen in die Kategorie bewegte Zeitraffer (Motion Timelapse).

## Weiterentwicklung
Weiterentwicklungen auf dem Gebiet der Zeitraffertechnik sind kontinuierlich zu verzeichnen. So wird beispielsweise an der Bildqualität der Sequenzen durch immer effizientere Aufnahmemethoden sowie an leistungsstärkeren Automatisierungen für die nachträgliche Sequenzstabilisierung gearbeitet.
Zudem führt die tendenziell steigende maximale Auflösung (Fotografie) der digitalen Kameras zu mehr Spielraum bei der Postproduktion, da durch eine hohe Auflösung beispielsweise synthetische Änderungen des Zoomfaktors ohne sichtbaren Qualitätsverlust möglich sind, was die Dynamik der Sequenz zusätzlich erweitert.

## Google Street View Hyperlapse
Google Street View Hyperlapse ist eine Open-Source-Applikation der kanadischen Design-Agentur Teehan + Lax, die es ermöglicht, mittels Fotos aus Google Streetview individuelle Touren zu erstellen und abzufahren. Nach der manuellen Definition eines Ausgangs- und eines Endpunktes errechnet der Google-Routenplaner die Strecke und generiert daraus eine virtuelle Kamerafahrt. StreetView Hyperlapse erlaubt dem Anwender erstmals interaktive 360°-Drehungen bei gleichzeitiger und kontinuierlicher Änderung des Standpunkts des virtuellen Fotografen. Die somit generierten Sequenzen erweitern das Hyperlapsing dadurch um eine weitere Dimension, da es dem Betrachter zuvor nicht möglich war, beim Abspielen einer Video- oder Zeitraffer-Sequenz die Blickrichtung innerhalb des Videos nachträglich zu verändern. StreetView Hyperlapsing ermöglicht zudem erstmals das „Hyperlapsing“ für den Heimanwender ohne Kameraausrüstung, da keine Notwendigkeit von Aufnahmegeräten besteht. Voraussetzung ist, dass die gewünschte Strecke bereits durch den Google Street View Dienst mithilfe seiner 360-Grad-Panoramabilder aufgenommen wurde. In Deutschland funktioniert das Erstellen von Hyperlapse-Routen meist nur in Großstädten, in anderen Ländern wie den USA hingegen sind nahezu landesweit StreetView-Fotos vorhanden.